# Mnesarete hyalina
Mnesarete hyalina là loài chuồn chuồn trong họ Calopterygidae. Loài này được Hagen in Selys mô tả khoa học đầu tiên năm 1853.